# 金碧路
金碧路是中国云南省会昆明市市中心区的一条东西向干道。
在明清时期即已形成，中段有明代建造的金马碧鸡坊，与昆明南北中轴线三市街的南端丁字形交汇，是昆明南门外商业区的繁华街道之一。晚清咸丰年间，杜文秀回民政权围攻昆明时，金碧路连同城外商业区基本被毁。1910年法国修筑滇越铁路以后，金碧路因地处交通要道重新繁华起来。1997年-1998年间，金碧路由18米宽拓宽到52米宽，成为昆明城区内最宽的主干道，同时重建了金马碧鸡坊。
2025年7月20日13时16分，一49岁當地男子驾驶一辆蓝色越野车行驶至金碧路时，撞上正常行驶的电动自行车及行人，随后驾车逃逸途中又与其他车辆及行人发生碰撞。事故共造成2人死亡，4人轻伤，5人轻微伤。